# UAV (bouw)
UAV staat voor Uniforme Administratieve Voorwaarden voor de uitvoering van werken en van technische installatiewerken 2012 (UAV 2012). De UAV kan van toepassing worden verklaard in een contract of aannemingsovereenkomst in de bouw. De UAV regelt de contractverhoudingen tussen opdrachtgever en aannemer.
Met het van toepassing verklaren van de UAV wordt een bestek of aannemingsovereenkomst vereenvoudigd doordat veel administratieve zaken in de bestektekst kunnen worden weggelaten. Bestekken en overeenkomsten zijn bij toepassing van de UAV meer uniform.
Het opstellen van een overeenkomst of een bestek wordt op deze wijze minder arbeidsintensief.
De UAV 2012 is het resultaat van samenwerking tussen de bouwsector en de overheid. De UAV is uitgegroeid tot een standaardregeling die bij projecten van de overheid en bij projecten in de private sector wordt toegepast. Toch is dit geen 'Standaardregeling' zoals dat in juridische zin wordt bedoeld; daartoe zou de arbitragebepaling moeten verdwijnen die juist zeer wordt gewaardeerd door de gebruikers van deze regels. 
De UAV 2012 is onderverdeeld in hoofdstukken en paragrafen en is ontstaan vanuit de AV 1938, de eerste UAV (1968) en de UAV 1989. In 2012 zijn de Uniforme Administratieve Voorwaarden voor de uitvoering van Technische Installatiewerken 1992 (UAVTI 1992) samengebracht in de UAV 2012. De UAVTI 1992 is vanaf 2012 niet meer geldend.
De UAV 2012 valt onder het privaatrecht. Geschillen worden beslecht bij de Raad van Arbitrage voor de Bouw. Zaken die buiten de bepalingen van de UAV vallen kunnen aan de rechter worden voorgelegd.
De bepalingen in de UAV kunnen zo nodig in het bestek worden gewijzigd. Dit kan zijn om de positie van de opdrachtgever te versterken of om de bepalingen aan te passen aan de projectsituatie.

## Andere standaardvoorwaarden in de bouw (chronologisch)
- Het model Koop-/aannemingsovereenkomst (KA/AV);
- Uniforme Administratieve Voorwaarden voor de uitvoering van werken 1968 (UAV 1968);
- Uniforme Administratieve Voorwaarden voor de uitvoering van werken 1989 (UAV 1989);
- Algemene voorwaarden voor aannemingen in het bouwbedrijf 1992 (AVA 1992) (vervallen);
- VGBouw Model Bouwteamovereenkomst 1992;
- Uniforme Administratieve Voorwaarden voor de uitvoering van Technische Installatiewerken 1992 (UAVTI 1992)(vervallen) ;
- Standaardvoorwaarden Rechtsverhouding Opdrachtgever - Architect (SR 1997) (vervallen);
- Uniforme Administratieve Voorwaarden Geïntegreerde Contracten 2005 (UAV-GC 2005)
- Rechtsverhouding opdrachtgever–architect, ingenieur en adviseur DNR 2005 (vervallen);
- Rechtsverhouding opdrachtgever–architect, ingenieur en adviseur DNR 2011;
- Uniforme Administratieve Voorwaarden voor de uitvoering van werken en van technische installatiewerken 2012 (UAV 2012);
- Algemene voorwaarden voor aannemingen in het bouwbedrijf 2013 (AVA 2013).